# Ludwig Augustinsson
Hans Carl Ludwig Augustinsson (* 21. April 1994 in Stockholm) ist ein schwedischer Fußballspieler. Der Abwehrspieler steht beim RSC Anderlecht unter Vertrag. Er debütierte 2011 im schwedischen Profifußball, vier Jahre später bestritt er sein erstes Länderspiel für die A-Nationalmannschaft. Der U-21-Europameister von 2015 nahm mit der Nationalmannschaft an den Europameisterschaften 2016 und 2021 sowie an der Weltmeisterschaft 2018 teil.

## Karriere

### Beginn in Schweden
Augustinsson entstammt der Jugend des Stockholmer Vereins IF Brommapojkarna. Für den Zweitligisten debütierte er im Laufe der Spielzeit 2011. In der Folgespielzeit etablierte er sich als Stammkraft und bestritt 27 von 30 Punktspielen. Mit der Mannschaft gelang ihm 2012 als Zweitplatzierter der Aufstieg in die Allsvenskan; er jedoch verließ dennoch den Verein.
Anfang Januar 2013 schloss er sich, Presseberichten zufolge lagen ihm verschiedene Angebote aus dem In- und Ausland vor, dem mehrfachen schwedischen Meister IFK Göteborg an. Im Gegenzug wechselte Nicklas Bärkroth nach Stockholm. Bei seinem Pflichtspieldebüt in der höchsten Spielklasse in Schweden im August musste er erneut verletzt ausgewechselt werden. Letztlich blieb das Spiel gegen Malmö FF sein einziges Ligaspiel 2013, zu Beginn der Spielzeit 2014 hatte er sich jedoch einen Stammplatz in der Göteborger Mannschaft erspielt und bestritt bis zur Sommerpause alle zwölf Punktspiele.

### FC Kopenhagen
Anfang Juni 2014 gab der dänische Klub FC Kopenhagen die Verpflichtung Augustinssons ab Januar 2015 bekannt, bei dem er einen bis zum Sommer 2019 gültigen Vertrag unterzeichnete. Auch im Anschluss war er bei seinem Göteborger Klub Stammspieler, hinter Malmö FF wurde er mit der Mannschaft um Emil Salomonsson, Mattias Bjärsmyr, Martin Smedberg-Dalence und den Torschützenkönig Lasse Vibe unter dem Trainer Mikael Stahre Zweiter der Meisterschaft.
Zwar verpasste er in der anschließenden Rückrunde der Saison 2014/15 den Gewinn der Meisterschaft in der Superliga, durch einen 3:2-Erfolg nach Verlängerung über den FC Vestsjælland im Endspiel um den DBU-Pokal gewann er dennoch seinen ersten Titel im Ausland. In der anschließenden Spielzeit gewann Augustinsson mit dem FC Kopenhagen das Double aus Meisterschaft und Pokal. Unterdessen hatte er sich im erweiterten Kreis der Nationalmannschaft gehalten und wurde ebenso wie sein U-21-Europameister-Abwehrmitspieler Victor Lindelöf von Hamrén im Aufgebot für die EM-Endrunde 2016 berücksichtigt, kam jedoch im Turnier nicht zum Einsatz.

### Werder Bremen

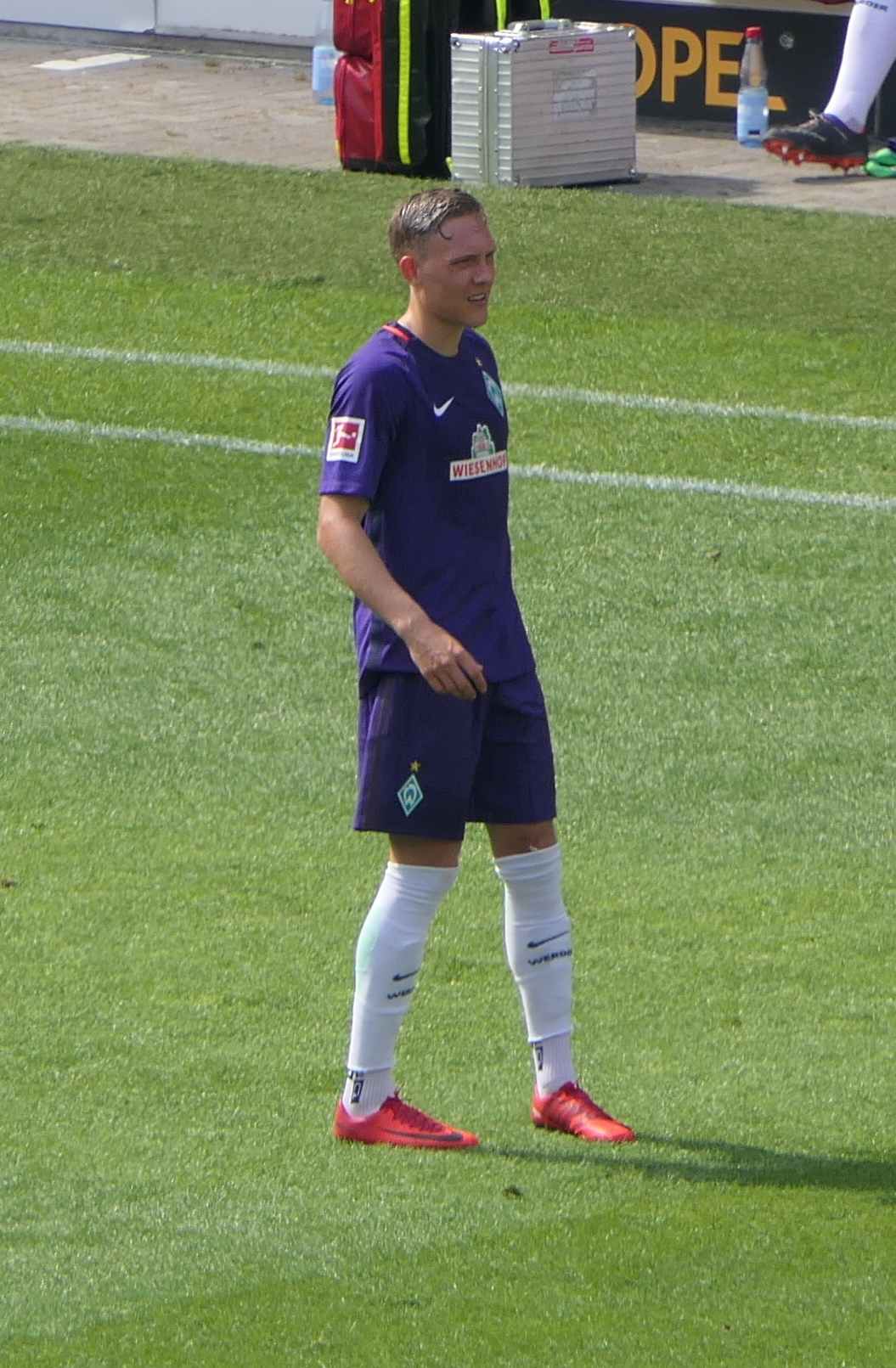
Ludwig Augustinsson bei Werder Bremen 2018

Zur Saison 2017/18 wechselte Augustinsson nach Deutschland zum Bundesligisten Werder Bremen, wo er den abgewanderten Santiago García ersetzte. Ende Januar 2017 unterschrieb er einen bis zum 30. Juni 2021 gültigen Vertrag. Im August 2018 verlängerte er diesen vorzeitig bis 2022. Sein Bundesligadebüt gab er am 19. August 2017 (1. Spieltag) bei der 0:1-Niederlage im Auswärtsspiel gegen die TSG 1899 Hoffenheim; sein erstes Bundesligator erzielte er in seinem 21. Bundesligaspiel am 11. Februar 2018 (22. Spieltag) beim 3:1-Sieg im Heimspiel gegen den VfL Wolfsburg mit dem Führungstreffer zum 1:0 in der vierten Minute. Augustinsson wurde in Bremen auf Anhieb zum Stammspieler und Leistungsträger. Bis auf fünf Spiele, die er wegen Verletzungen oder Krankheit verpasste, stand er in seiner ersten Saison in jedem Spiel in der Startelf.
In der Saison 2020/21 stieg er mit dem Verein in die 2. Bundesliga ab.

### FC Sevilla und diverse Ausleihen
Mitte August 2021 wechselte Augustinsson in die spanische Primera División zum FC Sevilla. Er bestritt 19 von 38 möglichen Ligaspielen für Sevilla sowie drei Pokalspiele und fünf Spiele im Europapokal. In der Saison 2021/22 wechselte er auf Leihbasis in die englische Premier League zu Aston Villa.
Hier kam er in einem halben Jahr auf 3 von 20 möglichen Ligaspielen und je einem Einsatz in Pokal und Ligapokal. Ende Januar 2023 wurde diese Ausleihe abgebrochen und eine neue mit RCD Mallorca vereinbart. Hier kam er auf 4 von 19 möglichen Ligaspielen. 
Zunächst gehörte er dann wieder dem Kader von Sevilla an. Ohne ein Spiel für diesen Verein bestritten zu haben, wurde er Mitte August 2023 für den Rest der Saison 2023/24 an den belgischen Erstdivisionär RSC Anderlecht verliehen. Hier bestritt er 31 von 37 möglichen Ligaspielen und ein Pokalspiel.

### Wechsel nach Belgien
Im Anschluss an die Leihe zum RSC Anderlecht kehrte er zunächst zum FC Sevilla zurück, bestritt für diesen aber kein Spiel. Anfang August 2024 wechselte er fest zum belgischen Erstligisten zurück und unterschrieb einen Vertrag bis 2027. Dort bestritt er in der Saison 2024/25 24 von 38 möglichen Ligaspielen, in denen er ein Tor schoss. Dazu kamen drei Pokalspiele sowie neun Spiele in der Europa League mit zwei Toren.

### Nationalmannschaft

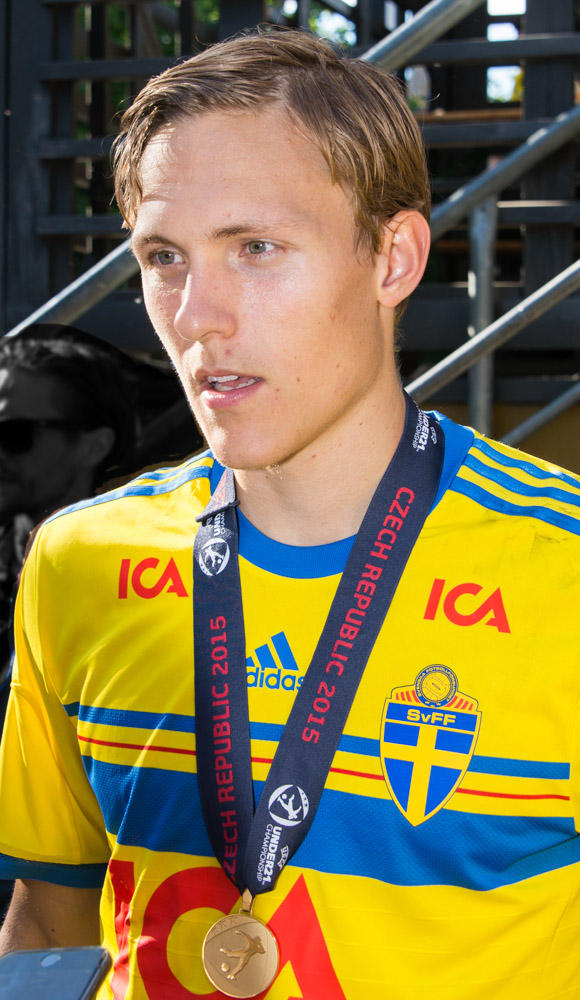
Augustinsson im Nationaltrikot nach dem Titelgewinn bei der U-21-EM 2015

Nachdem Augustinsson ab 2012 beginnend bereits Länderspiele für die U-17-, U-19- und U-21-Nationalmannschaft absolviert hatte, debütierte er – im Rahmen einer Tour in den Nahen Osten – am 15. Januar 2015 beim 2:0-Sieg der A-Nationalmannschaft über die Nationalmannschaft der Elfenbeinküste. In diesem Spiel begann er in der Startaufstellung und wurde im Laufe der zweiten Halbzeit durch Simon Gustafson ausgewechselt.
Mit der U-21-Nationalmannschaft nahm er an der vom 17. bis 30. Juni 2015 ausgetragenen Europameisterschaft teil, bestritt alle drei Gruppenspiele und erreichte mit der Mannschaft über den 4:1-Halbfinalsieg über die Auswahl Dänemarks das mit 4:3 im Elfmeterschießen gewonnene Finale gegen die Auswahl Portugals.
Nationaltrainer Erik Hamrén berief Augustinsson in den Kader für die Europameisterschaft 2016. Dort kam er in den Gruppenspielen gegen Italien, Belgien und Irland jedoch nicht zum Einsatz.
2018 nahm Augustinsson mit Schweden an der Weltmeisterschaft in Russland teil. Im dritten Gruppenspiel gegen Mexiko traf er zum zwischenzeitlichen 1:0 und wurde anschließend zum „Man of the Match“ gewählt.
Mit der schwedischen Auswahl erreichte er bei der Europameisterschaft 2021 das Achtelfinale, wo Schweden gegen die Ukraine ausschied.

## Erfolge
- U-21-Europameister: 2015
- Schwedischer Pokalsieger: 2013
- Dänischer Meister: 2016, 2017
- Dänischer Pokalsieger: 2015, 2016, 2017